# Мезьер-ан-Бренн (кантон)
Мезье́р-ан-Бренн (фр. Mézières-en-Brenne) — кантон во Франции, находится в регионе Центр. Департамент кантона — Эндр. Входит в состав округа Ле-Блан.
Код INSEE кантона — 3615. Всего в кантон Мезьер-ан-Бренн входят 8 коммун, из них главной коммуной является Мезьер-ан-Бренн.

## Коммуны кантона
| Коммуна             | Население, чел | Почтовый индекс | Код INSEE |
| ------------------- | -------------- | --------------- | --------- |
| Азе-ле-Феррон       | 942            | 36290           | 36010     |
| Вилье               | 194            | 36290           | 36246     |
| Мезьер-ан-Бренн     | 1 081          | 36290           | 36123     |
| Обтер               | 235            | 36290           | 36145     |
| Польне              | 358            | 36290           | 36153     |
| Сен-Мишель-ан-Бренн | 321            | 36290           | 36204     |
| Сент-Жем            | 265            | 36500           | 36193     |
| Сольне              | 182            | 36290           | 36212     |

## Население
Население кантона на 2007 год составляло 3 578 человек.
| 1962  | 1968  | 1975  | 1982  | 1990  | 1999  | 2006  | 2007  |
| ----- | ----- | ----- | ----- | ----- | ----- | ----- | ----- |
| 4 555 | 5 103 | 4 522 | 4 162 | 3 906 | 3 721 | 3 593 | 3 578 |